# Tomás Marco
Tomás Marco Aragón (Madrid, 12 septembre 1942) est un compositeur et essayiste espagnol.

## Biographie
Marco est né à Madrid où il a étudié le violon et la composition, tout en poursuivant des études de droit (il a obtenu sa licence en droit en 1963). Il se tourne vers la composition en 1958 et en 1962 commence à fréquenter le Internationale Ferienkurse für Neue Musik, où il poursuit ses études avec Bruno Maderna, Pierre Boulez, Karlheinz Stockhausen, György Ligeti, Gottfried Michael Koenig et Theodor W. Adorno. En 1967, il participe au projet de composition collective de Stockhausen Ensemble (Stockhausen) (en) à Darmstadt.
Son style de composition est enraciné dans la musique de l'école de Darmstadt. Par exemple, Transformación (1974) rappelle fortement Lux aeterna (1966) de Ligeti – tous deux composés pour 16 voix solistes – ainsi que le chant harmonique de Stimmung de Stockhausen (1968). En 1965, il entame une brève association avec le groupe de compositeurs néo-dada Zaj, fondé l'année précédente par Walter Marchetti, Juan Hidalgo et Ramón Barce[1]. Il a aidé à fonder le Studio Nueva Generación en 1967, date à laquelle certaines de ses compositions ont commencé à inclure des références à des styles historiques et des citations de compositeurs antérieurs - par exemple, Angelus novus (1971) fait référence à Gustav Mahler, le concerto pour violoncelle (1976) est basé sur des thèmes de Manuel de Falla ainsi que le Cant dels ocells de Pablo Casals, et ses Quatrième et Cinquième Symphonies (1987 et 1989, respectivement) utilisent toutes deux une citation de Also sprach Zarathustra de Richard Strauss — et pour cette raison son nom est parfois lié aux compositeurs allemands de la New Simplicity (en). Vers 1970, il a commencé à utiliser des formes traditionnelles telles que la symphonie, la sonate et, surtout, le concerto. Son retour au nationalisme implique entre autres un certain nombre d'œuvres importantes pour la guitare, dont trois concertos.
En plus de l'effet de sa prodigieuse production de composition, il a eu une forte influence sur la vie musicale espagnole à travers son travail de critique, diffuseur, écrivain, éditeur, éducateur et administrateur. Après cinq années passées à travailler comme critique musical pour divers journaux et magazines, il fonde en 1967, avec Ramón Barce, la revue Sonda, consacrée au thème de la musique contemporaine. 
Pendant onze ans, il a travaillé à la division musicale de la Radio Nacional de España recevant le Prix National de la Radiodiffusion et le Prix Ondas. Pendant trois ans, il a été professeur d'histoire de la musique à l'Universidad Nacional de Educación a Distancia (UNED) et professeur de composition au Conservatoire de Madrid. 
De 1981 à 1985, il a été directeur technique de l'Orchestre national et du Chœur d'Espagne (es), et entre 1991 et 1995 directeur technique de ces mêmes ensembles.  De 1985 à 1995, il a été directeur du Centre de diffusion de la musique contemporaine, créant son laboratoire électroacoustique et le Festival international d'Alicante, dont il a dirigé les onze premières éditions. 
Depuis 1993, il est membre permanent de l'Académie royale des beaux-arts Saint-Ferdinand. De 1977 à 1996, il a été administrateur de la Société générale des auteurs et éditeurs. En 1996, il est devenu Directeur des Festivals de la Communauté de Madrid. De mai 1996 à juillet 1999, il a été directeur général de l'Institut national des arts du spectacle et de la musique (es).
Il est l'auteur de plusieurs livres et articles sur la musique espagnole contemporaine. Il a fait des cours dans des institutions et des universités en Europe et en Amérique. Il a pratiqué la critique musicale dans divers médias.

## Distinctions
- En 1962, Samuel Ros Composition Award.
- En 1969, il a remporté le Prix d'Honneur de la VIe Biennale de Paris
- En 1969 il a obtenu le Prix national de musique. Il remporta à nouveau ce prix en 2002.
- En 1969 et 1971, il a reçu des prix de la Gaudeamus Foundation (en) aux Pays-Bas
- En 1975, sa composition Autodafé a été récompensée par la Tribune internationale des compositeurs.
- En 1976, il a reçu le Prix des jeunes compositeurs décerné par l' UNESCO.
- En 1993 il a été élu membre de la Real Academia de Bellas Artes de San Fernando.
- En 1998, il a été fait docteur honoris causa de l'Université complutense de Madrid
- En 2003, il a reçu le Prix de musique de la Comunidad de Madrid.
- En 2009, il a également reçu le Prix Prince de Viana pour la Culture des mains du Prince des Asturies. Cette année là, il a reçu la médaille d'or du Conservatoire de Madrid.
- En 2013, il reçoit la Médaille d'or du mérite des beaux-arts, décernée par le Ministère de l'Éducation, de la Culture et des Sports espagnol[2].
- En 2016, il a reçu le Prix Tomás Luis de Victoria[3]
- Il est membre fondateur de l'Association des Compositeurs de Symphonie Espagnols (ACSE)

## Œuvres

### Musique pour le théâtre
- El acuerdo, texte de Bertolt Brecht (1963)
- Narciso, texte de Max Aub (1964)
- Jabberwocky (Antecedentes para cazar un Snark)  (livret de Lewis Carroll, Through the looking glass)), pour une actrice et un ensemble instrumental (1966-1967, création 1967 à Madrid)
- Anna Blume (livret de Kurt Schwitters), pour deux récitants, un ensemble instrumental, et bande (1967, création 1967 à Madrid)
- Cantos del pozo artesiano (texte: Eugenio de Vicente), pour une actrice et dix instruments (1967)
- Tea Party 4 voix  (S-A-T-B), clarinette, trombone, violoncelle, vibraphone (1969)
- El condenado por desconfiado, texte de Tirso de Molina, version de Antonio et Manuel Machado, (1970)
- Proceso de un Régimen, texte de Luis Emilio Calvo Sotel (1971)
- Recuerdos del Porvenir (1972)
- Selene (livret de Tomás Marco) 4 solistes vocaux (S-A-T-B), chœur d'hommes sur scène, chœur de femmes avec l'orchestre, bande, orchestre  (1965–73, création 1974 à Madrid)
- Llanto por Ignacio Sánchez Mejías (Sinfonía coreográfica en cuatro cantos : 1. La cogida y la muerte 2. La sangre derramada 3. Cuerpo presente 4. Alma ausente), ballet, avec orchestre (1984-1985, création 1986 à Cagliari)
- Ojos verdes de luna (livret de Gustavo Adolfo Bécquer et un poème de l'Orlando Furioso de Ludovico Ariosto), monodrame, pour soprano, cordes, et deux percussionnistes (1994)
- El viaje circular, opéra en un acte, livret du compositeur d'après l'Odyssée d'Homère,  3 solistes vocaux (S-A-B), chœur mixte à 4 voix, 4 saxophones, 4 percussionnistes, piano, synthesiseur, guitare électrique, basse électrique (1999-200l, création 2002 à Alicante)
- Segismundo (Soñar el sueño), livret de Tomás Marco d'après “La vida es sueño“ de Calderón de la Barca avec des textes additionels de Platon, Descartes et Alberto Lista. Pour contre-ténor, 2 acteurs, clarinette, violoncelle, percussion, synthétiseur et électronique.(2002-2003, création 2003 à Santander)
- El caballero de la triste figura, opéra de chambre, livret de Tomás Marco d'après Don Quichote de Cervantes, 4 vocal solistes vocaux (S-A-T-B), chœur d'enfants ou de femmes, 2 flûtes, 2 trombones, 2 violons, 2 violoncelles, 2 percussionnistes et synthétiseur. (2004, création en 2005 à Albacete)[4]
- Yo lo ví, livret de Tomás Marco d'après des textes historiques, des gravures de Goya, des poèmes de Leandro Fernández de Moratín, Juan Bautista Arriaza, Nicasio Gallego et Bernardo López García. Por récitant, soprano, baryton, chœur mixte et flûte, oboe, 2 clarinettes, basson, 2 trompettes, 2 percussionnistes, 2 violons, 2 altos, 2 violoncelles, 2 contrebasses, synthetiseur. (2007, création 2008 à Madrid)
- Tenorio, livret de Tomás Marco d'après des textes de José Zorrilla, Tirso de Molina, Molière, Lord Byron, Lorenzo da Ponte, Goldoni, Zamora, Sor Juan Inés de la Cru. Pour soprano, ténor, baryton, chœur mixte ou madrigal, 4 voix, et ensemble instrumental: flûte, clarinette, basson, trombone, 2 percussionnistes, violon, alto, violoncelle, contrebasse. (2008-2009, création en 2017)
- Policías y ladrones (2018), zarzuela, livret de Álvaro del Amo[5]

### Musique de film
- Módulo '74', musique pour le film de José Esteban Lasala (1974)
- Temporalidad interna, musique pour le film de Javier Aguirre (1970)

### Musique de chambre
- Academia Harmonica, pour deux violons (1993)
- Albor, pour flûte, clarinette, violon, violoncelle, et piano (1970)
- Algaida, pour ondes Martenot, piano et percussion (1978)
- Ámbito de Moby Dick, pour 3 saxos et électronique (2013)
- Anaconda, pour deux marimbas (1991)
- Arcadia, pour un ensemble variable de bois, cordes, et claviers (1975)
- Arias de aire, pour flûte et piano (1986)
- Aureola del alba, pour clarinette et piano (1992)
- Autodafé (Concierto barrocco no 1), pour piano, orgue, three instrumental groups, et violons en écho (1975)
- Bastilles, pour instrument à cordes et clavecin (1988)
- Car en effet, pour 3 clarinettes et 3 saxophones (1965)
- Como un final, pour violon, violoncelle et piano (2007)
- Desgarradura, pour violon, violoncelle et piano (2007)
- Diwanes y quasidas, pour chamber ensemble (1987)
- Dúo concertante no 1, pour deux guitares (1974)
- Dúo concertante no 2, pour violon et guitare (1976)
- Dúo concertante no 3, pour violon et piano (1978)
- Dúo concertante no 4, pour alto et piano (1980)
- Dúo concertante no 5 Luciérnaga furiosa, pour flûte et guitare (1991)
- Dúo concertante no 6 (Musurgia universalis) , pour violon et violoncelle (1995)
- Elegía Romana para Fernando Zóbel, pour flûte et violoncelle (2009)
- Ensemble (partie de flûte, dans une composition en collaboration, supervisée par Karlheinz Stockhausen), pour 12 instruments, rubans, et live electronics (1967)
- Espejo de viento, pour 12 saxophones (1988)
- Espejo velado, pour double quintette à vent (1982)
- Florestas y jardines, pour clarinette basse et marimba  (1997)
- Hoquetus, pour 1, 2, ou 3 clarinettes (1977)
- Imprecación de Tindaya, pour flûte et guitare (2000)
- Iris, pour violon et piano (2002)
- Jetztzeit, pour clarinette et piano (1971)
- Kukulcán,  pour flûte, hautbois, clarinette, basson, et cor (1969/72)
- Kwaidan, pour saxophone alto et piano (1988)
- La linea de Apeles, pour violon et alto (2009)
- Locus solus, pour ensemble de chambre (1978)
- Maya, pour violoncelle et piano (1968–69)
- Memorial de jardines secretos, pour clarinette (clarinette basse), guitare et bandurria (soprano et alto) (2000-2001)
- Miriada, pour guitare et percussion (1969–70)
- Miró  (Concierto armónico no 1), pour huit violoncelles et  voix ad libitum (1993)
- Movies, pour violon,clarinette et piano (2019)
- Necronomicon, pour six percussionnistes (1971)
- Nuba, pour flûte, hautbois, clarinette, violon, violoncelle, et percussion (1973)
- La nuit de Bordeaux: aguafuerte Goyesca, pour guitare et quatuor à cordes (1998)
- Para un ritual del olvido pour clarinette et guitare (2018)
- Paraíso dinámico, pour 4 saxophones, piano, et deux percussionnistes
- Paraíso mecánico, pour quatuor de saxophones (1988)
- Partita concertante (1. Träumende Uhr 2. Gorjeos 3. Due note 4. De Profundis 5. Simile), pour violon et alto (2010)
- Pequeña serenata diurna (Eine kleine Tagmusik), pour deux flûtes (1999)
- Primer espejo de Falla, pour violoncelle et piano (1995)
- Quatuor à cordes no 1 ("Aura") (1968)
- Quatuor à cordes no 2 ("Espejo desierto") (1982)
- Quatuor à cordes no 3 ("Anatomía fractal de los ángeles") (1993)
- Quatuor à cordes no 4 ("Los desastres de la guerra") (1996)
- Quinteto filarmónico, pour flûte, harpe, violon, alto, et violoncelle (1984)
- Quinto cantar, pour violon, violoncelle, et piano (1988)
- Recóndita armonía (Symphonie de chambre no 1), pour 15 instruments (1990)
- Roulis-Tangage, pour trompette, piano, vibraphone, percussion, guitare, guitare électrique, et violoncelle (1962–63)
- Rosa-Rosae, pour flûte, clarinette, violon, et violoncelle (avec crotales et triangles), avec ou sans effets de lumières (1969)
- Schwan (ein Liebeslied), pour  trompette, trombone, 2 percussionnistes, alto, et violoncelle (1966)
- Sibilas frente al espejo, sonate pour violoncelle et piano (2012-13)
- Silabario de Babel, pour flûte, clarinette basse et piano (2009)
- Sonata para el Poniente (1. Antauro 2. Céfiro al orto 3. Tindaya 4. Brisa vesperal 5. Auranto), pour flûte et piano (2000)
- Sonata para los sueños del viento, pour alto et piano (2018)
- Tapices y disparates, pour violon et guitare (2005)
- Tartessos, pour quatre percussionnistes (1979)
- Tauromaquia (Concierto barrocco no 2), pour piano 4 mains et 13 instruments (1974–76)
- Teatro de la Memoria, pour six saxophones (2002)
- The rain in Spain...again, pour violon et piano (2015)
- Tormer, pour clavecin, violon, alto, et violoncelle (1977)
- Trio concertante no 1: en homenaje a Mompou, pour violon, violoncelle, et piano (1983)
- Trio concertante no 2, pour flûte, violon, et alto (1984)
- Trio concertante no 3 Aequatorialis, pour violon, clarinette et piano (1990)
- Trio concertante no 4 Tránsito del Equinoccio, pour alto, violoncelle et contrebasse (1994)
- Trio concertante no 5 Cartografías del melodrama (1.In questo popoloso deserto 2.Il mio mistero é chiuso in me 3.Che mi frena in tal momento 4.E non ho amato mai tanto la vita), pour flûte, alto et guitare (2014)
- Trivium, pour tuba, piano, et percussion (vibraphone et marimba) (1962)
- Verde viento (10 metáforas lorquianas) (1. Lejana y sola 2. Muerte de perfil 3. Niños con blancas sábanas 4. Sangre cantando 5. Árboles de lágrimas 6. Guitarra bajo la arena 7. De plomo las calaveras 8. Elipse del grito 9. Caballo de nubes quietas 10. Un llanto como un río), pour trois guitares (1995-96)
- 75 compases de ch para 75 años de C. H. (dédié à Cristóbal Halffter pour son 75e anniversaire), pour violon et violoncelle (2005)

### Musique symphonique
- Anábasis, pour orchestre (1968-1970)
- Angelus novus (Mahleriana), pour orchestre (1971)
- Los Caprichos, pour orchestre (1959-1967)
- Escorial, pour orchestre (1974)
- Mysteria, pour un orchestre de 38 musiciens (1970)
- Pulsar, pour orchestre (1986)
- La Périphérie du paradis, pour six groupes d'au moins six instrumentistes chacun (1988)
- Symphonie de chambre no 1 Recóndita armonía pour 15 instruments (1990)
- Ceremonia barroca, pour un ensemble instrumental (1991)
- Oculto carmen, pour orchestre (1995)
- Sinfonietta no 1 ("Opaco resplandor de la memoria"), pour orchestre (1998–99)
- Sinfonietta no 2 ("Curvas del Guadiana") (2004)
- Symphonie no 1 "Aralar" (1976)
- Symphonie no 2 "Espace clos" (1985)
- Symphonie no 3 (1985), pour petit orchestre
- Symphonie no 4 "Espace brisé" (1987)
- Symphonie no 5 "Modèles d'univers" (1989)
- Symphony no 6 "Imago mundi" (1992)
- Sinfonía no 7 "Comoedia Millenni" (2004)
- Symphonie no 8 "Danse de Gaïa" (2008)
- Symphonie no 9 "Thalassa" (2009)

### Musique concertante
- Apoteosis del Fandango pour clavecin amplifié et orchestre (1997-98
- Aurora (Divertimento concertanteno 2) pour clarinette et orchestre à cordes (1992)
- Bastilles, pour clavecin et orchestre à cordes (1988)
- Concerto pour violon et orchestre, Mécanismes de la Mémoire (Les), pour violon et orchestre (1971-1972)
- Concerto pour violoncelle et orchestre (1974-1976)
- Concierto austral, pour hautbois et orchestre (1981)
- Concierto de Córdoba (1.Excelsos muros,torres coronadas 2.Tanto por plumas como por espadas 3.Nunca merezcan mis ausentes ojos), guitare et orchestre (2012)
- Concierto del agua (1. Almadraba 2. Acuario 3. Anadiomena), pour guitare et orchestre à cordes (1993)
- Concierto del alma, pour violon et orchestre à cordes (1982)
- Concierto Eco, pour guitare amplifiée et orchestre (1976–78)
- Concierto Guadiana, pour guitare et cordes (1973)
- Creación, pour orgue, 3 trompettes, 3 trombones et 3 percussionnistes (1996)
- Del tiempo y la memoria, concerto pour soprano, ensemble (harpe, accordéon, saxophone alto, timbales, et un percussionniste), 3 violons éloignés, et orchestre (2006)
- De seda y alabastro pour flûte en G, deux groupes de cordes et piano ad libitum (2001)
- Doble concierto (Ensueño y resplandor de Don Quijote) pour violon, violoncelle et orchestre (2004)
- Espacio Sagrado, pour piano, chœur et orchestre
- Laberinto marino, pour violoncelle et deux groupes de cordes (2001)
- Palacios de Al-Hambra, pour deux pianos et orchestre (1996-1997, second version 1999)
- Paseo con Sarasate, violon et orchestre (2011)
- Quasi un Réquiem (Música celestial no 3) quatuor à cordes et orchestre à cordes (1965, rev: 1971)
- Settecento pour piano solo et orchestre de chambre (2 hautboies, 2 cors, cordes). (1988)
- Terramar (Divertimento Concertante no 1) pour violon solo, harpe, percussion et cordes (1992)
- Triple concierto, pour piano, violon, violoncelle et orchestre (1987)
- Twilight birds (Pájaros crepusculares) pour violon et deux groupes de cordes (2000)
- Vanitas con chaconas y folías, flûtes à bec et orchestre avec violoncelle obligé et un violon hors scène (2005)
- Vitral (Música celestial no 1), pour orgue et cordes (1969)

### Instrument seul

#### Guitare
- Albayalde, pour guitare (1965)
- Fantasia Sobre Fantasia, pour guitare (1989)
- Naturaleza muerta con guitarra (Homenaje a Picasso), pour guitare (1975)
- Paisaje grana (Homenaje a Juan Ramón Jiménez) , pour guitare (1975)
- Presto mormorando, pour guitare (1996)
- Sempere, pour guitare (1985)
- Sonata de fuego, pour guitare (1990)
- Tarots, 22 pièces pour guitare (1991)

#### Percussion
- Anaconda, pour 2 percussionnistes (1991)
- Algunas maneras de nombrar la lluvia, pour un marimba à cinq-octaves (avech “algunos instrumentos de boca”) (2004)
- Errance (Une), percussion (1968)
- Floreall (Música celestial no 1), pour un solo de percussion (1969)

#### Clavier & accordéon
- Aria de la batalla, pour orgue (1979)
- Astrolabio, pour orgue (1969–70)
- Bachground, pour piano
- Campana rajada, pour piano (1980)
- Como lluvia ligera, pour piano à quatre mains ou 2 pianos (2016)
- Cuatro cartas, pour piano (1987)
- Estudios intertextuales (1. Gong 2. Tricotosa barroca 3. Flores de hielo 4. Slendro 5. Peces de plomo 6. Raganella sommersa), pour 2 pianos (2001)
- Evos, pour piano (1970)
- Fandangos, fados y tangos, pour piano à quatre mains ou 2 pianos (1991)
- Fétiches, pour piano (1967–68)
- Glasperlenspiel, pour 2 pianos (1994)
- Herbania, pour clavecin (1977)
- Le Palais du facteur cheval, pour piano (1984)
- Paso a dos pour 2 pianos (1968)
- Piraña, pour piano (1965)
- Soleá, pour piano (1982)
- Sonata acueducto, pour accordéon (1999)
- Sonata atlantica, pour piano
- Sonata de Vesperia, pour piano (1977)
- Temporalia, pour piano (1974)
- Torner, pour clavecin

#### Cordes
- Partita del obradoiro, pour violon
- Reloj interior, pour contrebasse, avec ou sans transformation électronique simultanée (1971)
- Sicigia, pour violoncelle (1977)

#### Vents
- Akelarre, pour un instrument à vent (bois) et bande (1976)
- Octavário, pour flûte seule (ou avec percussion) (1967)
- Tromba di pace, trois pièces pour trompette seule (1999)
- Zobel, pour flûte seule (1984)

### Musique vocale
- Agur Gerardo, pas de texte, baryton (1972)
- Algunos cantares, voix et orchestre à cordes (autres versions pour voix et piano et pour voix et 8 violoncelles). (1997)
- Anna Blume, 2 voix et plus avec instruments (1967)
- Apocalypsis (1. La visión 2. Los siete sellos 3. El Ángel exterminador 4. La Bestia 5. Las siete plagas de los siete ángeles 6. El reino milenario 7. El juicio), récitant, chœur à 4 voix mixtes et instruments (3 saxophones, 3 trompettes, 3 trombones, tuba, 3 percussionnistes, piano, orgue) (1976)
- A riveder le stelle, texte de Tomás Marco, mezzosoprano et un percussionniste (1993)
- Cantos del Pozo Artsiano, récitant-orchestre (1967)
- Dos Vocalises para voz sola, sans paroles, soprano (1992 –1993)
- Ecos de Antonio Machado (Ópera Imaginaria no 1), texte d'Antonio Machado, chœur à 16 voix mixtes et orgue (1975)
- Invitation au voyage (L'), textes de Rimbaud, Carroll, Manrique, Dante, Goethe, soprano-3 clarinettes (E flat, B flat, bass), piano and 1 percussionniste (1971)
- Jabberwocky, récitant-instruments (1967)
- Küche-Kinder-Kirche, 2 voix et plus avec instruments (1968)
- Luar, texte de Rosalía de Castro, soprano et guitare (1991)
- Milenario, sans paroles, soprano, alto, ténor, basse et quatuor à cordes (1982)
- Misa básica, pour violon et deux chœurs (1978)
- Retrato del poeta, texte de Gerardo Diego, soprano et piano (1972-1973)
- Romanzas Romances (1. Saette (texte: Guido de Cavalcanti) 2. La vida es breu (texte: Ausías March) 3. Vocalise I 4. O pracer de chegar a Patria (texte: Luís de Camões) 5. Vocalise II 6. Ballade des pendus (texte: François Villon) 7. La flor de Gnido (texte: Garcilaso de la Vega)), soprano et piano (1992-1993)
- Tea-Party, 2 sopranos-ténor-baryton-4 instruments (1969)
- Transfiguración, chœur à 16 voix mixtes (1973)
- Tres cantos lunares (1. Lua descolorida 2. Muda la luna 3. Cando a luniña aparece), textes de Rosalía de Castro, soprano et piano (1994)
- Ultramarina (Epitafio para Lope de Aguirre), soprano, piano, clarinette et 1 percussionniste (1975)
- Una música, texte de Jorge Guillén, soprano et 2 groupes instrumentaux (1. flûte, hautbois, clarinette, clarinette basse. 2. violons, alto, violoncelle) (1982)

## Publications
- Música española de vanguardia (Guadarrama, Madrid, 1970)
- La música de la España contemporánea (Colección Temas Españoles, MEC, Madrid 1970)
- Luis de Pablo (Colección Artistas Españoles Contemporáneos, MEC, Madrid, 1971)
- Cristóbal Halffter (Colección Artistas Españoles Contemporáneos, MEC, Madrid 1972)
- Historia de la Música (co-écrit avec Cristóbal Halffter et Pablo López de Osaba). (Universidad Nacional de Educación a Distancia, Madrid 1974)
- Música y cultura (co-écrit avec Cristóbal Halffter et Pablo López de Osaba). (Edelvives, Zaragoza, 1975)
- Carmelo A. Bernaola (Colección Artistas Españoles Contemporáneos, MEC, Madrid, 1976)
- Historia de la Música: el siglo XX (Istmo-Alpuerto, Madrid, 1976)
- Historia de la Música Española, el siglo XX (Alianza Editorial, Madrid, 1983; seconde édition corrigée et augmentée 1989, troisièmea édition sans modifications 1998)
- Spanish music in the twentieth century (Version en anglais de l'œuvre antérieure, Harvard University Press 1993)
- Xavier Benguerel (co-écrit avec Carles Guinovart). (Generalitat de Catalunya, Barcelona 1991)
- Pensamiento Musical y siglo XX (Fundación Autor, Madrid 2002)
- Historia de la Música Occidental del siglo XX (Alpuerto, Madrid 2003)
- Manuel Castillo, transvanguardia y postmodernidad (Orquesta Filarmónica de Málaga, Málaga 2003)
- Nombres propios de la guitarra: Leo Brouwer (junto a Juan Miguel Moreno Calderón, Jesús Gómez Caeiro y Silvio Rodríguez). (Ayuntamiento de Córdoba, Córdoba 2006)
- Marlos Nobre, el sonido del realismo mágico (Fundación Autor/ICCMU, Madrid 2006)
- Enrique Franco: escritos musicales (Ed. Tomás Marco). (Fundación Albéniz, Madrid 2006)
- La creación musical en el siglo XXI (Cátedra Jorge Oteiza, Universidad Pública de Navarra, 2007)
- Elogio de las vanguardias (Eleuve, Madrid 2007)
- Historia Cultural de la Música (Fundación Autor, Madrid 2008)
- Xavier Benguerel, una trayectoria compositiva (ICCMU, Madrid 2011)

## Écrits sur la musique
Son travail d'essayiste n'est pas moins important, ayant écrit deux ouvrages essentiels : « Pensamiento musical y siglo XX » (2003) et, surtout, « Historia cultural de la música » (2008), peut-être son entreprise la plus ambitieuse et l'un des livres les plus complets de son temps, une compilation de noms et d'œuvres qui vise à illustrer un voyage historique à travers la musique et de tout ce qui s'y rapporte à travers le temps. Il a également révisé le Diccionario Biográfico de los Grandes Compositores de la Música, par le musicologue français, Marc Honegger, et publié par Espasa Calpe en 1994.